# Joachim Trier

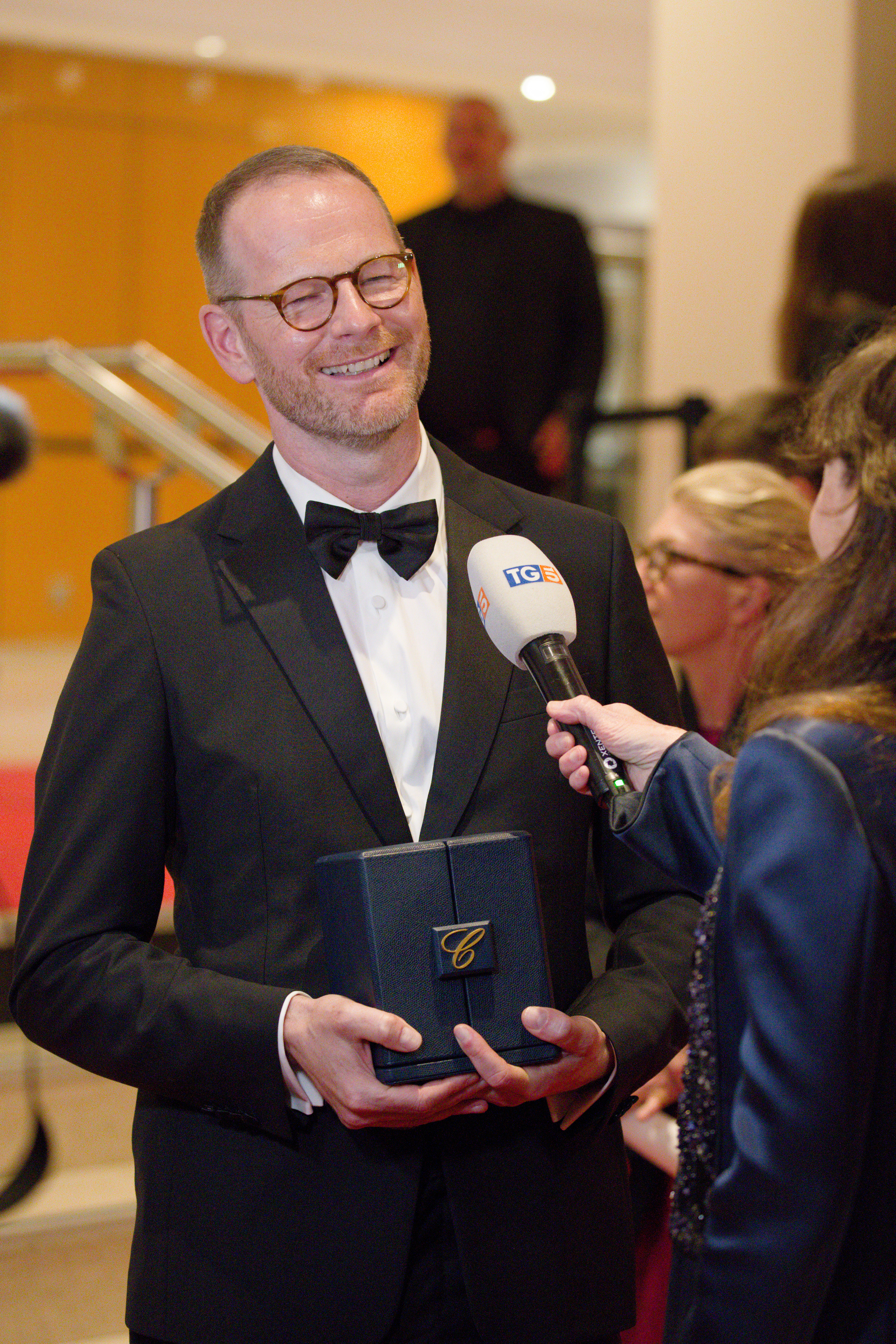
Joachim Trier mit dem gewonnenen Großen Preis der Jury des Filmfestivals von Cannes für Sentimental Value (2025)

Joachim Trier (* 1974 in Kopenhagen) ist ein norwegischer Filmregisseur und Drehbuchautor. Zwei seiner Filme, Thelma und Der schlimmste Mensch der Welt, wurden von Norwegen bei den Oscars in der Kategorie Internationaler Film eingereicht. Zudem erhielt er für seine Arbeit an letzterem Film im Rahmen der Oscarverleihung 2022 eine Nominierung für das beste Originaldrehbuch. Der Film erhielt außerdem eine Nominierung als bester internationaler Film. Für sein Folgewerk Sentimental Value (2025) gewann er den Großen Preis der Jury des Filmfestivals von Cannes.

## Leben
Joachim Trier wurde 1974 in Dänemarks Hauptstadt Kopenhagen geboren, wuchs aber in der norwegischen Hauptstadt Oslo auf. Trier ist der Sohn des Jazzmusikers Jacob Trier, der als Tontechniker für den Film Hintertupfinger Grand Prix aus dem Jahr 1975 arbeitete, der als erfolgreichster norwegischer Film aller Zeiten gilt. Seine Mutter machte Kurzfilme, und sein Großvater Erik Løchen war ein norwegischer Filmemacher, dessen Debütfilm Jakten aus dem Jahr 1959 im Rahmen der Filmfestspiele von Cannes 1960 im offiziellen Wettbewerb gezeigt wurde. Zudem ist Joachim Trier mit dem dänischen Regisseur Lars von Trier verwandt.
Trier besuchte die britische National Film and Television School in Beaconsfield. Einen Abschluss erwarb Trier am European Film College im dänischen Ebeltoft.
Bei Auf Anfang aus dem Jahr 2006 handelt es sich um Triers ersten abendfüllenden Spielfilm. Sein Film Oslo, 31. August, den er im Mai 2011 im Rahmen der Internationalen Filmfestspiele von Cannes vorstellte, gewann im gleichen Jahr auf dem Stockholm International Film Festival den Preis für die Beste Kamera sowie das Bronzene Pferd als Bester Film und befand sich im Jahr 2013 im Rennen um einen César in der Kategorie Bester fremdsprachiger Film.
Triers Film Thelma feierte im September 2017 seine Premiere im Rahmen des Toronto International Film Festivals. Sein Film wurde von Norwegen als Kandidat in der Kategorie Bester fremdsprachiger Film für die Oscarverleihung 2018 nominiert, gelangte jedoch nicht in die Vorauswahl.
Ende Juni 2018 wurde Trier Mitglied der Academy of Motion Picture Arts and Sciences.
Im Jahr 2021 wurde er mit seinem Spielfilm Der schlimmste Mensch der Welt zum zweiten Mal in den Wettbewerb um die Goldene Palme des Filmfestivals von Cannes eingeladen. Es handelt sich nach den Filmen Auf Anfang und Oslo, 31. August um den letzten Teil der „Oslo-Trilogie“, ist jedoch keine direkte Fortsetzung der beiden Filme. Alle drei Filme sind lediglich thematisch miteinander verbunden. Der schlimmste Mensch der Welt ist der norwegische Beitrag für die Oscarverleihung 2022 in der Kategorie Bester Internationaler Film und erhielt letztlich auch eine Nominierung in dieser Kategorie.
Im Jahr 2022 wurde Trier in die Wettbewerbsjury des 75. Filmfestivals von Cannes berufen. 2023 erhielt er den Großen Kunstpreis Berlin der Akademie der Künste. Sein Spielfilm Sentimental Value (2025) wurde abermals in den Hauptwettbewerb von Cannes. Dort hatte er bei der Vergabe der Goldenen Palme gegenüber dem Iraner Jafar Panahi (It Was Just an Accident) das Nachsehen, erhielt aber mit dem Großen Preis der Jury die zweitwichtigste Auszeichnung des Festivals zuerkannt.

## Filmografie (Auswahl)
- 2006: Auf Anfang (Reprise)
- 2011: Oslo, 31. August
- 2015: Louder Than Bombs
- 2017: Thelma
- 2021: Der schlimmste Mensch der Welt (Verdens verste menneske)
- 2025: Sentimental Value

## Auszeichnungen
Amandaprisen
- 2002: Nominierung für den Besten Kurzfilm (Procter)
- 2007: Auszeichnung für das Beste Drehbuch (Auf Anfang), mit Eskil Vogt
- 2007: Auszeichnung für die Beste Regie (Auf Anfang)
- 2012: Auszeichnung für die Beste Regie (Oslo, 31. August)
- 2016: Auszeichnung für das Beste Drehbuch (Louder Than Bombs), mit Eskil Vogt
- 2016: Auszeichnung für die Beste Regie (Louder Than Bombs)[9]
- 2022: Nominierung für die Beste Regie (Der schlimmste Mensch der Welt)
- 2022: Nominierung für das Beste Drehbuch (Der schlimmste Mensch der Welt)[10]

British Independent Film Award
- 2022: Nominierung als Bester internationaler Independent-Film (Der schlimmste Mensch der Welt)

César
- 2013: Nominierung als Bester fremdsprachiger Film (Oslo, 31. August)

Den norske filmfestivalen
- 2017: Auszeichnung mit den Norwegischen Filmkritikerpreis (Thelma)[11]

Europäischer Filmpreis
- 2021: Nominierung für das Beste Drehbuch (Der schlimmste Mensch der Welt)

Internationale Filmfestspiele von Cannes
- 2021: Nominierung für die Goldene Palme (Der schlimmste Mensch der Welt)
- 2025: Großen Preis der Jury (Sentimental Value)

Oscar
- 2022: Nominierung für das Beste Originaldrehbuch (Der schlimmste Mensch der Welt)

Robert
- 2023: Auszeichnung als Bester nicht-englischsprachiger Film (Der schlimmste Mensch der Welt)[12]

Valladolid International Film Festival
- 2021: Auszeichnung mit dem FIPRESCI-Preis (Der schlimmste Mensch der Welt)
- 2021: Auszeichnung mit dem Nachwuchspreis (Der schlimmste Mensch der Welt)
- 2021: Auszeichnung mit dem Goldenen Blogos (Der schlimmste Mensch der Welt)[13]